# Mario Bolaños
Mario Bolaños (Colombia, 1973) es un actor, director y formador colombiano afincado en España, es conocido por sus papeles en Sin tetas no hay paraíso (2008) y en Luna, el misterio de Calenda (2012)
Actualmente imparte clases en la Escuela de actores Mario Bolaños, en Madrid y en la Escuela de artes de Buga en Buga

## Carrera
Se graduó en arte dramático por el Instituto de Arte Escénico de Charlot de Bogotá, Colombia. Posteriormente viajó a Cali, donde en 1994 ingresó en la Escuela de Arte Escénico del Instituto de Bellas Artes.
Debutó como actor en la obra La isla, de Athol Fugard, en el Festival Departamental de Cali en 1995. Ese mismo año trabajó en la compañía del Teatro Imaginario, en la que participó en obras como Diatriba de amor contra un hombre sentado, Cucho y El compadre cadáver.
A partir de 1996 su carrera se centró en la dirección y la dramaturgia, dirigiendo varios montajes de danza.
Tras estas experiencias, Mario Bolaños reafirmó el enfoque pedagógico de su carrera, y en 1997, tras participar en varios proyectos relacionados con la investigación del arte escénico y el mundo de la publicidad, creó la Compañía de Teatro Sasbaho, adaptando obras como Solo para locos
Entre 2005 y 2008 Mario Bolaños retomó el enfoque pedagógico dando clases de interpretación en el estudio de actores Arte4 de Madrid. Cabe destacar sus trabajos como instructor para actores como Iris Lizcano (Sin tetas no hay paraíso) y Oliver Morellón (Física o química) y varias personalidades del mundo del deporte como el campeón de boxeo José Yabes y de la moda como Juan García (Míster Mundo 07), Luis Muñoz (Míster España 07) o Natalia Zabala (Miss España 07). Para culminar su faceta de maestro de actores, en octubre de 2008 inauguró su propia escuela de interpretación en Madrid, bajo el nombre de Estudio Interactivo.
En 2008 se dio a conocer en España gracias a su papel de narcotraficante "John Jairo Morón" en la serie Sin tetas no hay paraíso junto con celebridades como Miguel Ángel Silvestre y Amaia Salamanca
Posteriormente pudimos verle en series como Hay alguien ahí y Hospital Central o El barco, donde hizo una breve aparición como el padre de Gamboa. 
En el 2012 volvimos a verle en un papel más notorio como "El Chato" en Luna, el misterio de Calenda.
En el 2013, coescribió, dirigió y produjo la película Herencia (2013) contando con amplio reparto de jóvenes actores, entre ellos Arancha Martí

## Filmografía

### Televisión
| Año       | Título                            | Personaje            | Cadena             |
| --------- | --------------------------------- | -------------------- | ------------------ |
| 2008      | Terminales                        | -                    | TVE                |
| 2008      | Plan América                      | -                    | TVE                |
| 2008      | Sin tetas no hay paraíso          | John Jairo Morón     | Telecinco          |
| 2009      | Hospital Central                  | Bernardo             | Telecinco          |
| 2009-2010 | Hay alguien ahí                   | Judas                | Cuatro             |
| 2011      | Matalobos                         | Beltrán              | TVG                |
| 2012      | El barco                          | Padre de Gamboa      | Antena 3           |
| 2012-2013 | Luna, el misterio de Calenda      | El chato             | Antena 3           |
| 2016-2018 | Sin senos si hay paraíso          | Fiscal               | Telemundo          |
| 2017      | Sobreviviendo a Escobar, alias JJ | Comandante Castañeda | Caracol Televisión |
| 2018      | Torre de narcos                   | Duber                | Kurko Films        |
| 2018      | Fariña                            | Elde El Pelao        | Antena 3           |
| 2018      | Distrito salvaje                  | Eduardo 'Vicefiscal' | Netflix            |
| 2020      | Perdida                           | Wilson               | Antena 3           |
| 2022      | Turbia                            | Aristizabal          | Telepacifico       |
| 2022      | Goles en contra                   | Senador              | Netflix            |

## Director
| Año  | Título          | Notas                          |
| ---- | --------------- | ------------------------------ |
| 2013 | Herencia        | Director, productor y escritor |
| 2018 | Torre de narcos | Director y escritor            |

- Datos: Q21816255